# Chilkoot Inlet
Das Chilkoot Inlet ist eine 32 km lange Bucht an der Mündung des Chilkoot River im Panhandle im Südosten von Alaska. Sie liegt östlich der Chilkat-Halbinsel und mündet im Süden in den Lynn Canal.
Am Westufer des Chilkoot Inlet liegt Haines, am nördlichen Ende, am Lutak Inlet, Skagway. Westlich der Bucht erstreckt sich der Haines State Forest.